# خانه نمایندگان ایالت ایندیانا

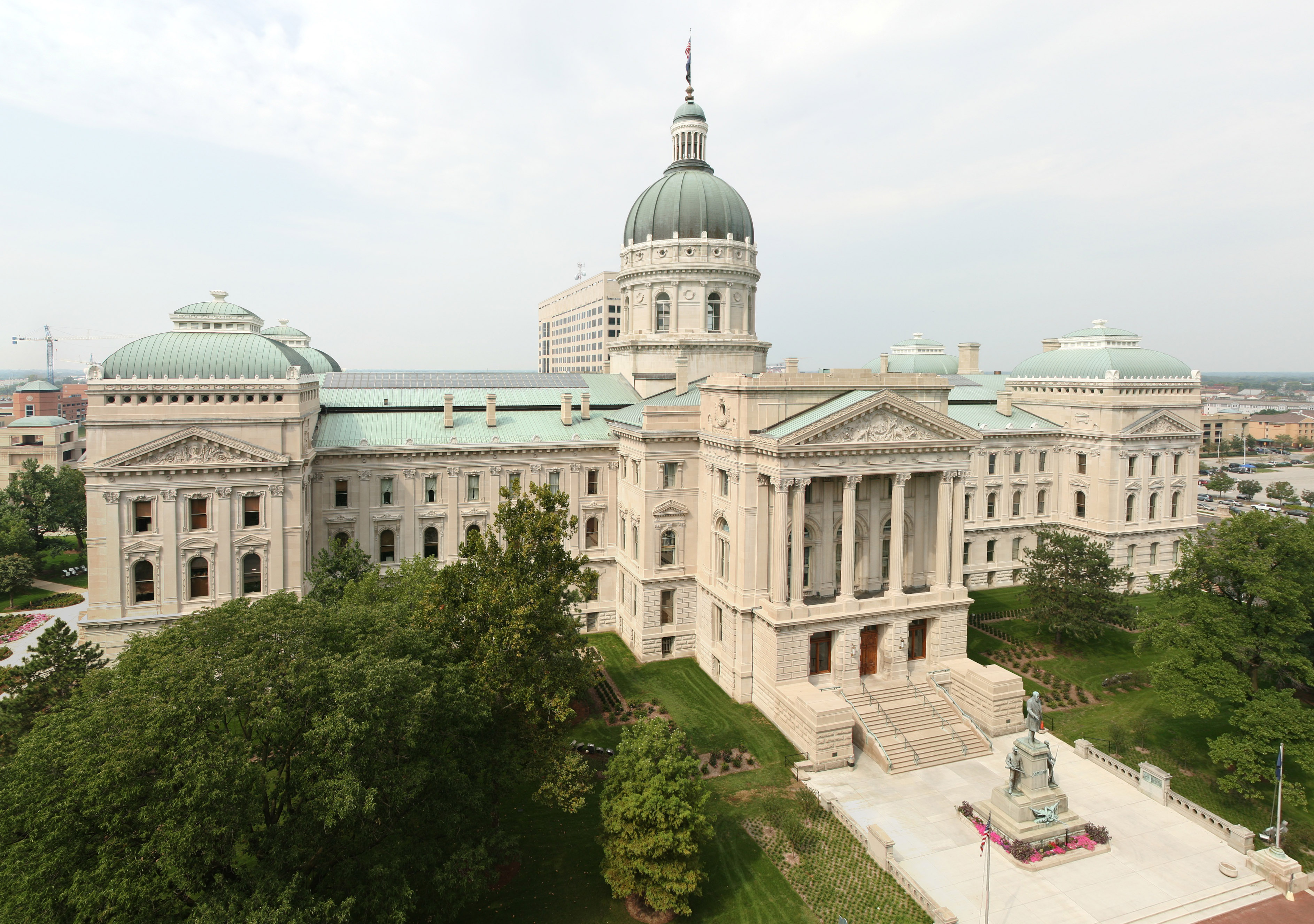

خانه نمایندگان ایندیانا (Indiana Statehouse) بنایی است که شاخه مقننه دولت ایالت ایندیانا در آن قرار دارد. معماران بنا عبارتند از:
- May, Edwin
- Scherer, Adolf

بنای کنونی در سال ۱۸۸۸ ساخته گردید و در ایندیاناپولیس قرار دارد.
این بنا خانه مجلس نمایندگان و نیز سنای ایالت است.

## نگارخانه

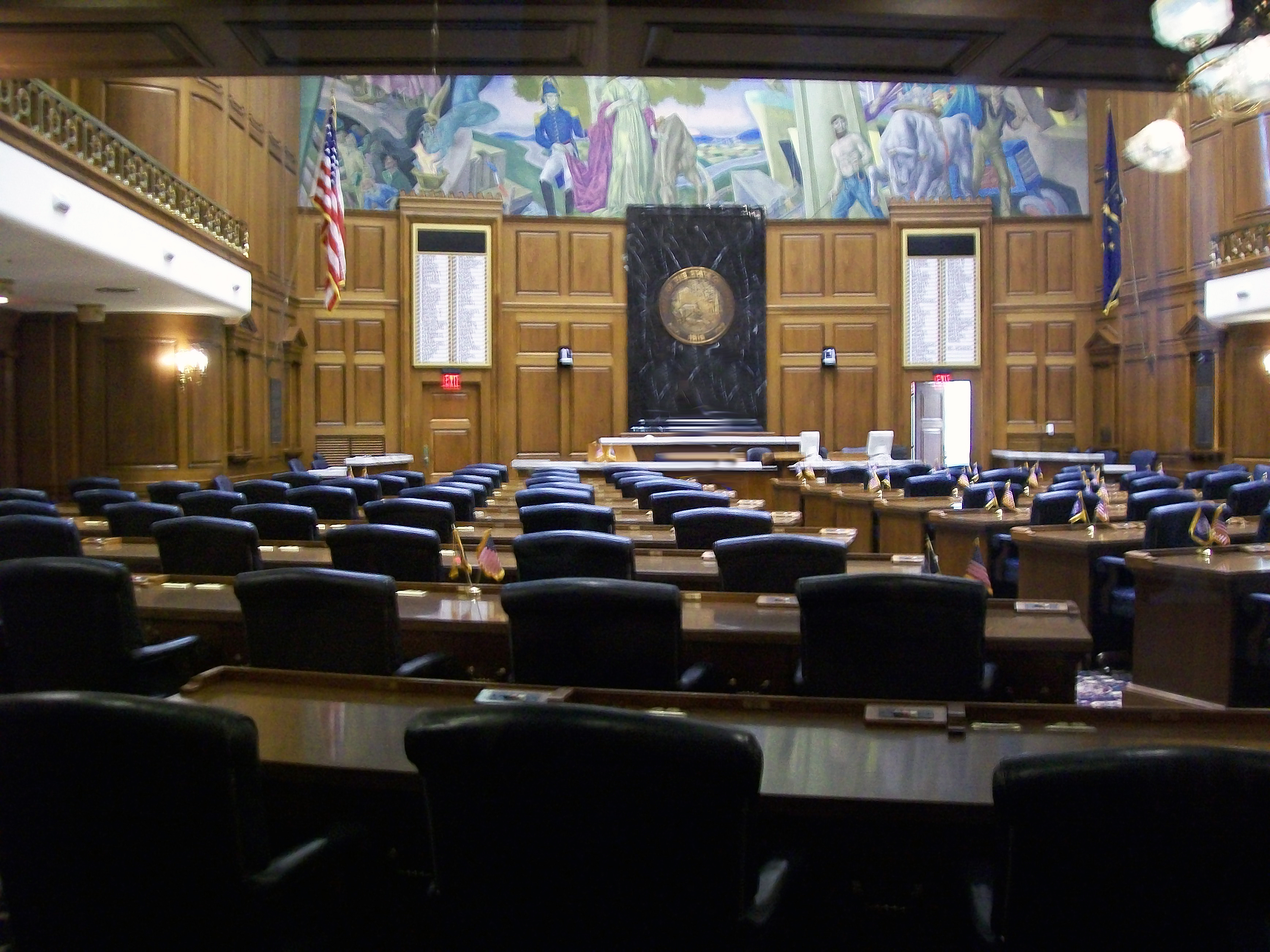
مجلس نمایندگان
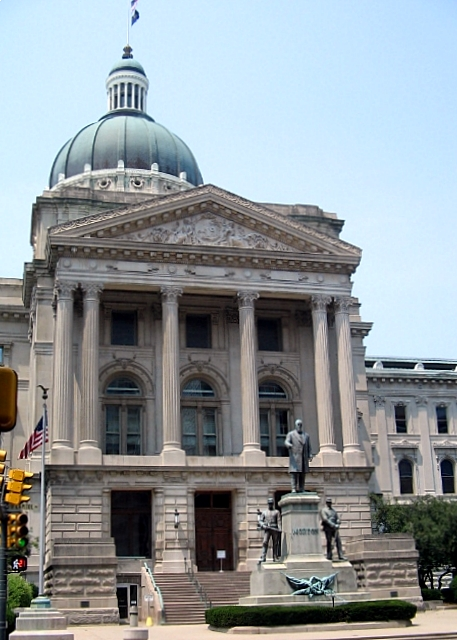
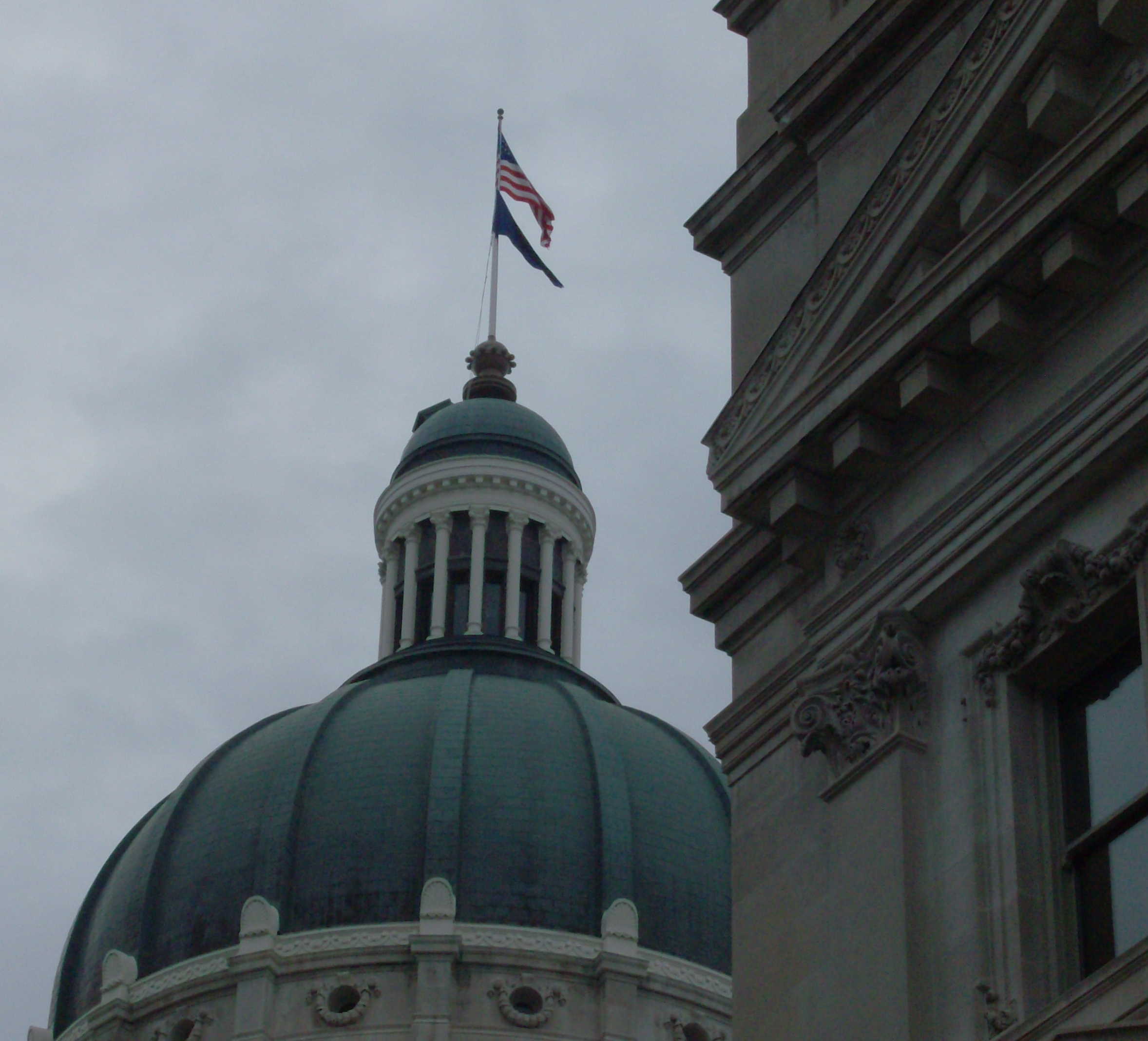
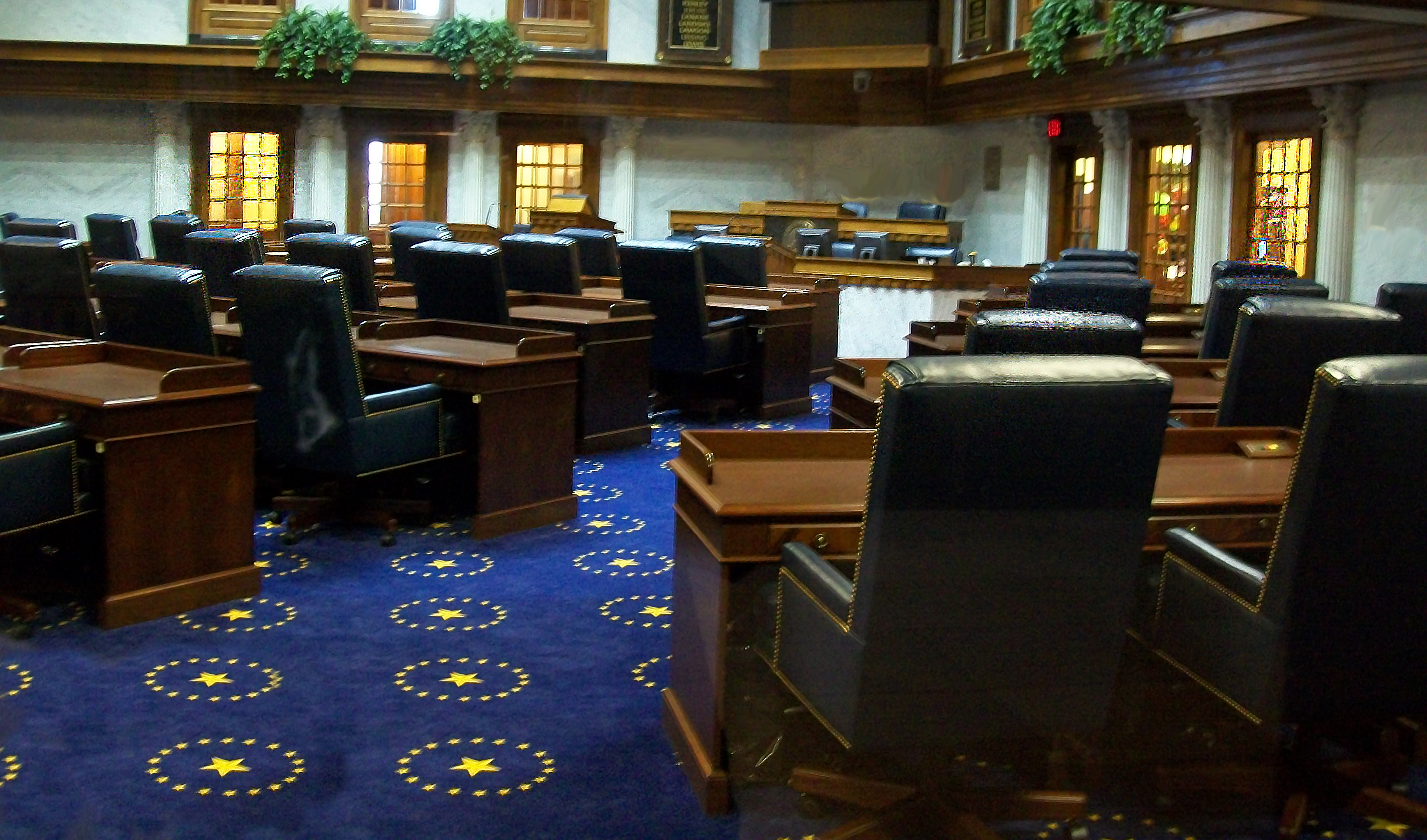
مجلس سنای ایالت